# Быстрик (Ружинский район)
Бы́стрик (укр. Бистрик) — село на Украине, основано в 1605 году, находится в Ружинском районе Житомирской области.
Код КОАТУУ — 1825281401. Население по переписи 2001 года составляет 1557 человек. Почтовый индекс — 13635. Телефонный код — 4138. Занимает площадь 4,447 км².

## Адрес местного совета
13635, Житомирская область, Ружинский р-н, с.Быстрик, ул. Матвийчука, 3